# Mycetophila passei
Mycetophila passei är en tvåvingeart som beskrevs av Lane 1952. Mycetophila passei ingår i släktet Mycetophila och familjen svampmyggor. Inga underarter finns listade i Catalogue of Life.